# Observatorio de Manila
El Observatorio de Manila (cuyo nombre original era Observatorio Meteorológico del Ateneo Municipal de Manila) es una institución meteorológica de fundación española. Actualmente se encuentra ubicada en el campus de la Universidad Ateneo de Manila en Ciudad Quezón, Filipinas, país que cuando se creó, en 1865, formaba parte de la Corona de España.

## Historia

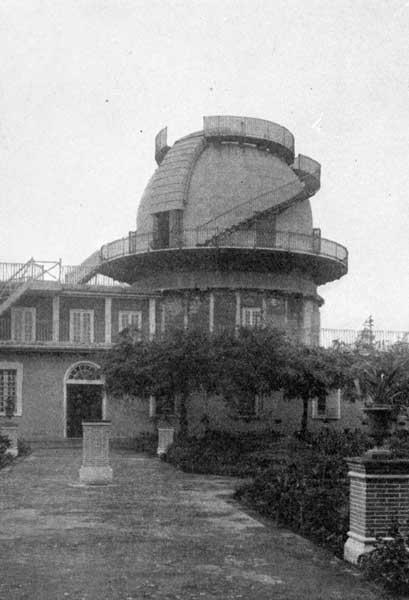
El Observatorio de Manila en 1923.

Esta institución fue fundada por la congregación religiosa de los jesuitas en el año 1865 con la intención de observar y estudiar los seísmos y los comportamientos climáticos de Filipinas. El detonante inmediato de la creación de este organismo fue un artículo publicado en el Diario de Manila ese mismo año por el jesuita Jaime Nonell en el cual hablaba sobre la información recogida por su compañero Francisco Colina del tifón ocurrido en septiembre. Esto levantó un gran interés e hizo que se pidiera al superior de la orden, Juan Vidal, la continuación de esos estudios.
Tras ser fundado por la orden y dirigido inicialmente por Francisco Colina, aunque poco después y con mayor impulso por el padre Federico Faura, el observatorio comenzó a estudiar los tifones de 1879 y los terremotos de 1880. La propia Santa Sede impulsó directamente el proyecto, financiándolo en parte y desplazando a Faura a la propia Roma para que se formase junto al importante astrónomo y también jesuita Angelo Secchi.
En 1884 España reconoció como el organismo oficial en estas materias en Filipinas, que a partir de entonces se enriquecieron con las observaciones astrológicas y sismográficas. De hecho, esta institución sería el primer verdadero servicio meteorológico que hubo en Asia.
Tras la guerra de independencia de Filipinas y la apropiación del país por los Estados Unidos, se reconoció el trabajo y la importancia de esta institución, que desde 1897 estaba dirigida por José María Algué, tras el fallecimiento de Faura.
Durante la Segunda Guerra Mundial se produjo un parón en la labor del observatorio, que además perdió gran parte de su valiosísima información y su gran y valioso telescopio durante la batalla de Manila. Mientras tanto una agencia más modesta ocupó su lugar y no reanudó su trabajo hasta el año 1951, ya con una labor distinta, especializado en sismología y en la ionosfera. En el año 1963 se mudó al campus principal de Loyola de la Universidad Ateneo de Manila, donde hoy en día continúa desarrollando sus estudios de sismología, geomagnetismo y radiofísica, entre otras áreas.

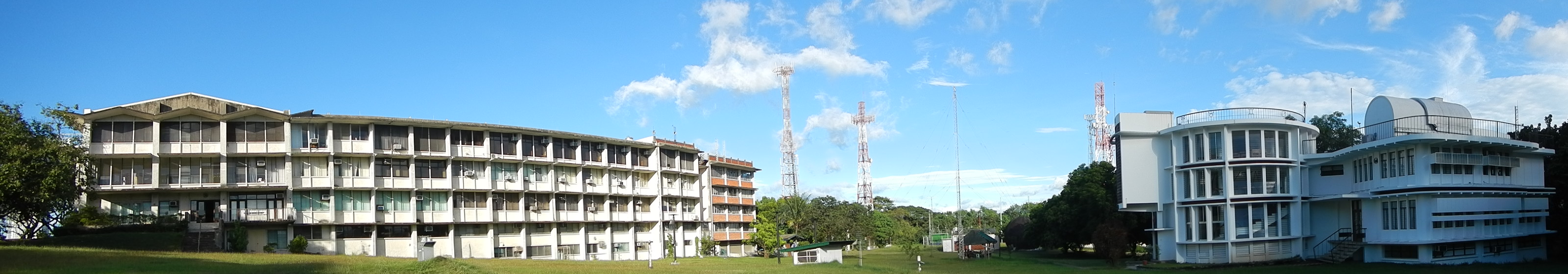
El Observatorio de Manila en 2013.